# Snake case
A snake case (vagy snake_case magyarul kígyó 'case') a programozásban egy szóösszetétel ill. szókapcsolat írási gyakorlat/ konvenció, melyben az elemek egy vagy több aláhúzásjel karakterrel (_) vannak szeparálva, üres karakterek nincsenek megengedve, minden elem kisbetűs. Az első karakter lehet kisbetűs ill. nagybetűs is, mint pl. a következő összetételekben: "foo_bar", "Hello_world". Ezt az írásmódot / konvenciót általában számítógépes kódokban használják változók, függvények, procedúrák, metódusok elnevezésére, illetve néha számítógépes fájlnevek esetén is használatos.
Ezen elnevezési konvenció gyakori a C-szerű nyelvek programjainál, illetve adatbázis scriptekben (pl. PL/SQL nyelven).

## Variánsok
Abban az esetben, ha minden szó egy kötőjellel van elválasztva aláhúzás helyett, kebab-case vagy lisp-case néven is ismerik, a nagy kezdőbetűs szavak esetén a variánst hívják Train-Casenek is, a kisbetűvel kezdődő variánst pedig spinal-case-nek.
A "kiabáló snake case" hasonló a snake_case-hez, de itt a betűk végig nagybetűvel vannak írva például: THIS_IS_AN_EXAMPLE.

## Fordítás
Ez a szócikk részben vagy egészben  a   snake case című angol Wikipédia-szócikk ezen változatának fordításán alapul.  Az eredeti cikk szerkesztőit annak laptörténete sorolja fel. Ez a jelzés csupán a megfogalmazás eredetét és a szerzői jogokat jelzi, nem szolgál a cikkben szereplő információk forrásmegjelöléseként.